# Desi Boyz
Desi Boyz è un film del 2011 diretto da Rohit Dhawan.